# Marmorosphax montana
Espèce
Statut de conservation UICN

 VU D2 : Vulnérable
Marmorosphax montana est une espèce de sauriens de la famille des Scincidae.

## Répartition
Cette espèce est endémique de la Province Sud en Nouvelle-Calédonie. Elle se rencontre entre 900 et 1 100 m d'altitude.

## Description
C'est un saurien vivipare.

## Étymologie
Le nom spécifique montana vient du latin montanus, se rapportant aux montagnes, en référence à la répartition de ce saurien.

## Publication originale
- Sadlier & Bauer, 2000 : The scincid genus Marmorosphax (Reptilia: Scincidae) from New Caledonia in the Southwest Pacific: description of a new species restricted to high-altitude forest in Province Sud. Pacific Science, vol. 54, p. 56-62 (texte intégral).